# Großer Preis von Belgien 1946
Der IX. Große Preis von Belgien fand am 16. Juni 1946 auf dem Circuit de Bois de la Cambre in der Parkanlage Bois de la Cambre nahe dem Sonienwald am südöstlichen Rand von Brüssel statt.
Das Rennen wurde über 33 Runden à 3,66 km ausgetragen, was einer Gesamtdistanz von 120,78 km entsprach.

## Rennergebnis
| Pos. | Nr. | Fahrer             | Konstrukteur | Wagen          | Runden | Zeit        | Ausfallgrund    |
| ---- | --- | ------------------ | ------------ | -------------- | ------ | ----------- | --------------- |
| 1    | 68  | Eugène Chaboud     | Delahaye     | Delahaye 135CS | 33     | 1:07.45,2 h |                 |
| 2    | 55  | Pierre Levegh      | Talbot       | Talbot T150C   | 33     | + 4,0 s     |                 |
| 3    | 56  | Raymond Sommer     | Talbot       | Talbot T26C    | 33     |             |                 |
| 4    | 66  | Georges Grignard   | Delahaye     | Delahaye 135   | 32     | + 01 Runde  |                 |
| 5    | 58  | Eugène Trillaud    | Delahaye     | Delahaye 135   | 31     | + 02 Runden |                 |
| 6    | 60  | Pat Garland        | Delage       | Delage D.6.70  | 31     | + 02 Runden |                 |
| 7    | 53  | Harry Herkuleyns   | MG           | MG Magnette K3 |        |             |                 |
| DNF  | 52  | Louis Chiron       | Talbot       | Talbot T26C    |        |             | Kraftstoffpumpe |
| DNF  | 53  | Leslie Johnson     | Talbot       | Talbot T150C   |        |             | Getriebe        |
| DNF  | 53  | T.A.S.O. Mathieson | Talbot       |                |        |             | nicht gestartet |

Schnellste Rennrunde:  Leslie Johnson (Alfa Romeo), 1:58,6 min = 111,10 km/h